# Піски (Озерський міський округ)
Піски (рос. Пески) — селище Озерського міського округу, Калінінградської області Росії. Входить до складу Красноярського сільського поселення.
Населення —  17 осіб (2015 рік). 

## Населення
| 2002 | 2010 |
| ---- | ---- |
| 19   | ↘17  |